# لاري كينان
لاري كينان هو لاعب هوكي الجليد كندي، ولد في 1 أكتوبر 1940 في نورث باي في كندا.

## وصلات خارجية
- لاري كينان على موقع دوري الهوكي الوطني (الإنجليزية)
- لاري كينان على موقع EliteProspects.com (الإنجليزية)
- لاري كينان على موقع HockeyDB.com (الإنجليزية)
- لاري كينان على موقع Hockey-Reference.com (الإنجليزية)